# Kleidotoma maritima
Kleidotoma maritima är en stekelart som beskrevs av Thomson 1862. Kleidotoma maritima ingår i släktet Kleidotoma, och familjen glattsteklar. Arten är reproducerande i Sverige.